# Monte Puncu
Monte Puncu es una localidad de Bolivia. Administrativamente se encuentra en el municipio de Totora de la provincia de Carrasco en el departamento de Cochabamba. En 2012 tenía una población estimada de 678.

## Geografía
En cuanto a distancia, se encuentra a 113 km de la ciudad de Cochabamba, la capital departamental. La localidad forma parte de la Ruta Nacional 7 de Bolivia.

## Demografía
Según el último censo de 2012 realizado por el Instituto Nacional de Estadística de Bolivia (INE), la localidad cuenta con una población de 678 habitantes.

### Población de Monte Puncu
| Año  | Población | Fuente                  |
| ---- | --------- | ----------------------- |
| 1992 | 117       | Censo boliviano de 1992 |
| 2001 | 403       | Censo boliviano de 2001 |
| 2012 | 678       | Censo boliviano de 2012 |